# Tove Maës
Pour les articles homonymes, voir Maes.
Tove Maës, née le 30 avril 1921 et morte le 31 décembre 2010, est une actrice danoise.

## Biographie
Tove Maës a commencé sa carrière au théâtre d'Odense et a continué dans plusieurs films. Elle fut très connue dans les années 1950 aux années 1970, en particulier dans les films de Morten Kosch.  Sa dernière apparition cinématographique fut dans le film de Lars von Trier : L'Hôpital et ses fantômes en 1994, où elle interprétait le personnage de Madame Zacharia.

## Filmographie
- 1946 : Ditte Menneskebarn de Bjarne Henning-Jensen (da) : Ditte
- 1970 : Caresses interdites de Joseph W. Sarno : Segrid Sten
- 1982 : Felix d'Erik Clausen : Inger Marie Maage
- 1989 : Notre dernière valse de Kaspar Rostrup : Vera
- 1994 : L'Hôpital et ses fantômes de Lars von Trier : Madame Zacharia